# جيمس ووكر (كاتب بريطاني)
جيمس ووكر (بالإنجليزية: James Walker)‏ هو كاتب سيناريو ومخرج بريطاني، ولد في 19 يونيو 1979.

## وصلات خارجية
- جيمس ووكر على موقع IMDb (الإنجليزية)
- جيمس ووكر على موقع قاعدة بيانات الفيلم (الإنجليزية)